# Academie Tien
Academie Tien (gestileerd als ACADEMİE TİEN) is een middelbare school in de Nederlandse stad Utrecht. De school opende in 2015 de deuren onder de naam Mavo TIEN en bood toen alleen nog mavo-onderwijs aan. Op 1 augustus 2018 veranderde de schoolnaam in Academie Tien en werden ook de richtingen havo en vwo toegevoegd. Anno 2024 heeft de school 1075 leerlingen, verspreid over de richtingen mavo, havo en vwo. De school is onderdeel van de stichting Nuovo. De school is een voormalige Topsport Talentschool.
Eind 2023 kreeg de school een nieuwe locatie aan het Berlijnplein en Laan van Sarajevo.
Op 14 juni 2024 hielden politieagenten met getrokken pistolen drie studenten aan. Een van de studenten liep rond met een nepwapen en werd gestraft vanwege het bezit van een nepwapen.
De school geeft de leerlingen geen cijfers. Vanaf de bovenbouw worden er cijfers geven voor opdrachten en toetsen die aangegeven staan in het Programma van toetsing en afsluiting
Vanaf 1 augustus 2024 is Richard van den Berg de nieuwe directeur van de school.